# مؤسسة العنقاء
مؤسسة العنقاء (بالإنجليزية: Phoenix Foundation)‏ هي مؤسسة تحررية تدعم محاولات كثيرة في بعض الأحيان العنيفة، لإنشاء ولايات تحررية مستقلة. لقد تم إنشاء هذه الؤسسة عن طريق العقاري المليونير مايكل أوليفير وصديقه جايمس مارت ككيفير وأيضا مستشار الاستثمار هاري د.شولتز.
بدأ بناء المنصة لمؤسسة العنقاء في عام 1972 في جنوب المحيط الهادئ . جزء من الشعب المرجانية التي تكون بالعادة متر تحت مستوى البحر عند ارتفاع المد كانت مكدسة عاليا مع رمل وحجر صغير، المنصة شبدت حاملة علم جمهورية مينيرفا، والعلم يحتوي ع شعلة بيضاء عبى خلفية زرقاء . وقد أعلن ررئيس جمهورية مينيرفا موريس دايفس في ذلك الوقت : الناس سوف يكونوا أحرارا ليفعلوا ما يريدون. لا شيء سوف يكون غير قانوني طالما لا يوجد انتهاك لحقوق الآخرين . إذا كان المواطن يريد فتح حانة أو إقامة القمار فإن الحكومة لن تتدخل بذلك . وقد تم التعرف على ادعاء مملكة تونغا عن الشعب المرجانبة بواسطة منتدى جنوب البحر الهادئ في سيتمبر في عام 1972 . بعثة مملكة التونغا أرسلت لفرض المطالبة بالثامن عشر من يونيو . ورفع علم مملكة تونغا في التاسع عشر من يونيو في عام 1972 في شمال مينيرفا وفي جنوبها مينيرفا في الواحد والعشرين من يونيو عام 1972 .
كانت محاولة المؤسسة التالية لتأسيس ولاية تحررية في عام 1973 في جزيرة اباكو في جزر البهاما . في فترة الاقتراب من استقلال جزر البهاما، كان هناك عددا من السكان البيض الذين اعترضوا على العيش تحت قوانين السود . في يونيو عام 1973 ،وقبل شهر من الاستقلال المتفق عليه .،قامت المؤسسة بتمويل حركة الاستقلال لتشاك هال وبيرت ويليامز اللذان هم في في جزيرة أباكو في جزر البهاما (إدارة التصور الأمريكية) ، التي بحثت لجعل جزيرة أباكومستقلة عن جزر البهاما. وبمساعدة مؤسسة العنقاء المالية نشرت إدارة التصور الأمريكية رسالة إخبارية عن استقلال جزيرة أباكو.
تحالف مايكل أوليفير في عام 1980 مع جيمي ستيفنز صاحب الحركة الاستقلالية الهجرية الجديدة في دولة فانواتو ، التي كانت غير ناجحة في الانتخابات الأخيرة .
أعلنت جمعية القلب الوطنية الماليزية عن استقلال جمهورية فيمارنا التي في جزيرة اسبيريتو سانتو . وناشدت حكومة دولة فانواتو المساعدات من دولة غينا الجديدة، التي أرسلت كتيبة من الجنود لايقاف التمرد.
أثناء المحاولة في دولة فانواتو قامت الإذاعة العامة الوطنية بوصف بؤسسة العنقاء "بمنظمة المتطرفة الشريرة ". طبقا للمعهد العالم الثالث :" استلم جيمي ستيفينز 250 ألف ودروع و أيضا مسجل من مؤسسة العنقاء ومنظمة اليمين المتطرف، مقابل تنازلات لتثبيت كازينو كما هو مزعوم وايضا لنشاطات غير مشروعة من عند جمهورة فيمارنا لستيفنز .